# 乌夫鲁埃尔莱尚
乌夫鲁埃尔莱尚（法語：Ouvrouer-les-Champs，法語發音：[uvʁuɛʁ le ʃɑ̃]）是法国卢瓦雷省的一个市镇，位于该省中南部，属于奥尔良区。

## 地理
乌夫鲁埃尔莱尚（47°49'56"N, 2°10'43"E）面积10.54 平方千米，位于法国中央-卢瓦尔河谷大区卢瓦雷省，该省份为法国中北部省份，北起埃松省，西北接厄尔-卢瓦省，西南接卢瓦-谢尔省，南至涅夫勒省和谢尔省，东临约讷省，东北接塞纳-马恩省。
与乌夫鲁埃尔莱尚接壤的市镇（或旧市镇、城区）包括：圣但尼德洛泰勒、卢瓦尔河畔新堡、费罗勒、雅尔若、锡格卢瓦、蒂日、维埃纳昂瓦勒。
乌夫鲁埃尔莱尚的时区为UTC+01:00、UTC+02:00（夏令时）。

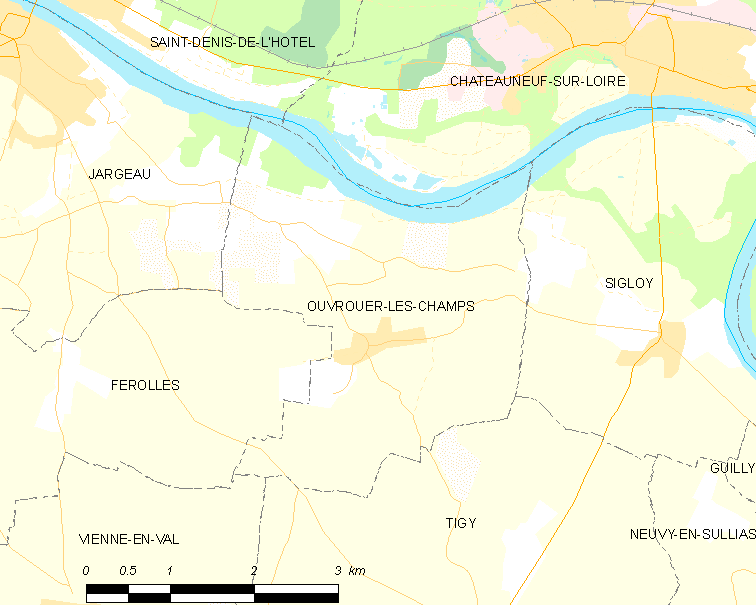
乌夫鲁埃尔莱尚的OSM定位图

## 行政
乌夫鲁埃尔莱尚的邮政编码为45150，INSEE市镇编码为45241。

## 政治
乌夫鲁埃尔莱尚所属的省级选区为圣让勒布朗县。

## 人口

1962-2008年间乌夫鲁埃尔莱尚人口变化图示

乌夫鲁埃尔莱尚于2022年1月1日时的人口数量为539人。